# Guido Dessauer

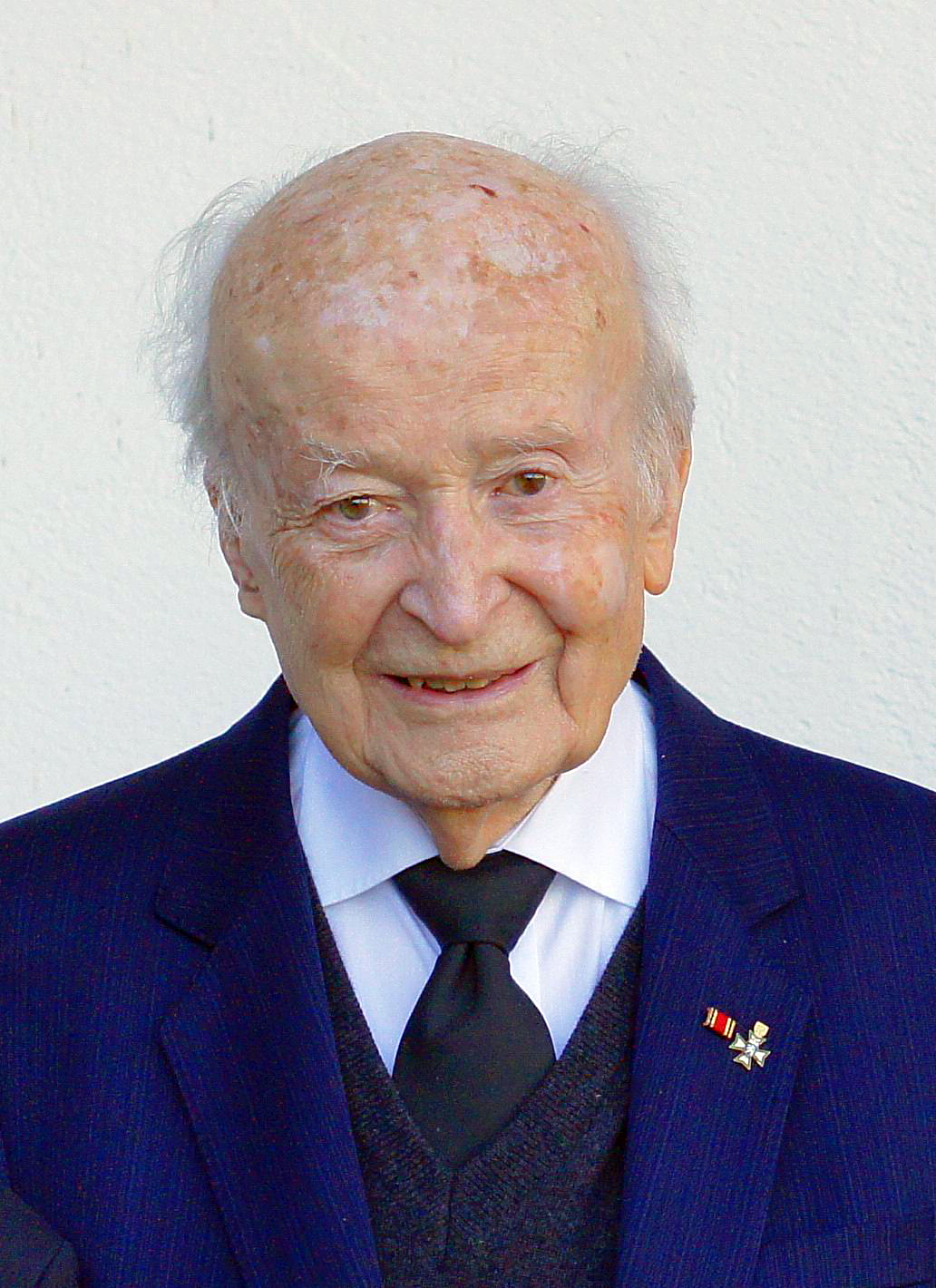
Guido Dessauer, 2010

Guido Dessauer (* 7. November 1915 in Aschaffenburg; † 13. Januar 2012 in Tutzing) war ein deutscher Physiker, Buntpapierfabrikant, Honorarprofessor, Kunstmäzen und -sammler.

## Leben
Guido Dessauer stammte aus einer Aschaffenburger Gelehrten- und Industriellenfamilie, die im Besitz der traditionsreichen Aschaffenburger Buntpapierfabrik (Alois Dessauer) war. Seine Eltern waren Hans Dessauer sen. und dessen Ehefrau Bertha, geborene Thywissen, sein Bruder war Hans Dessauer, sein Onkel Friedrich Dessauer.
Vielseitig interessiert und talentiert, studierte er in München Physik, schloss als Diplom-Physiker ab und wurde zum Dr. techn. promoviert, beschäftigte sich darüber hinaus aber auch intensiv mit Kunst und Geschichte. Während des Zweiten Weltkriegs war Dessauer in der Flugzeugindustrie-Forschung tätig; später leistete er in der Papiertechnik Pionierarbeit und erwarb über 30 Patente. Seit 1945 arbeitete er in der Geschäftsführung der Aschaffenburger Buntpapierfabrik, deren Technik-Vorstand er 1951 wurde.

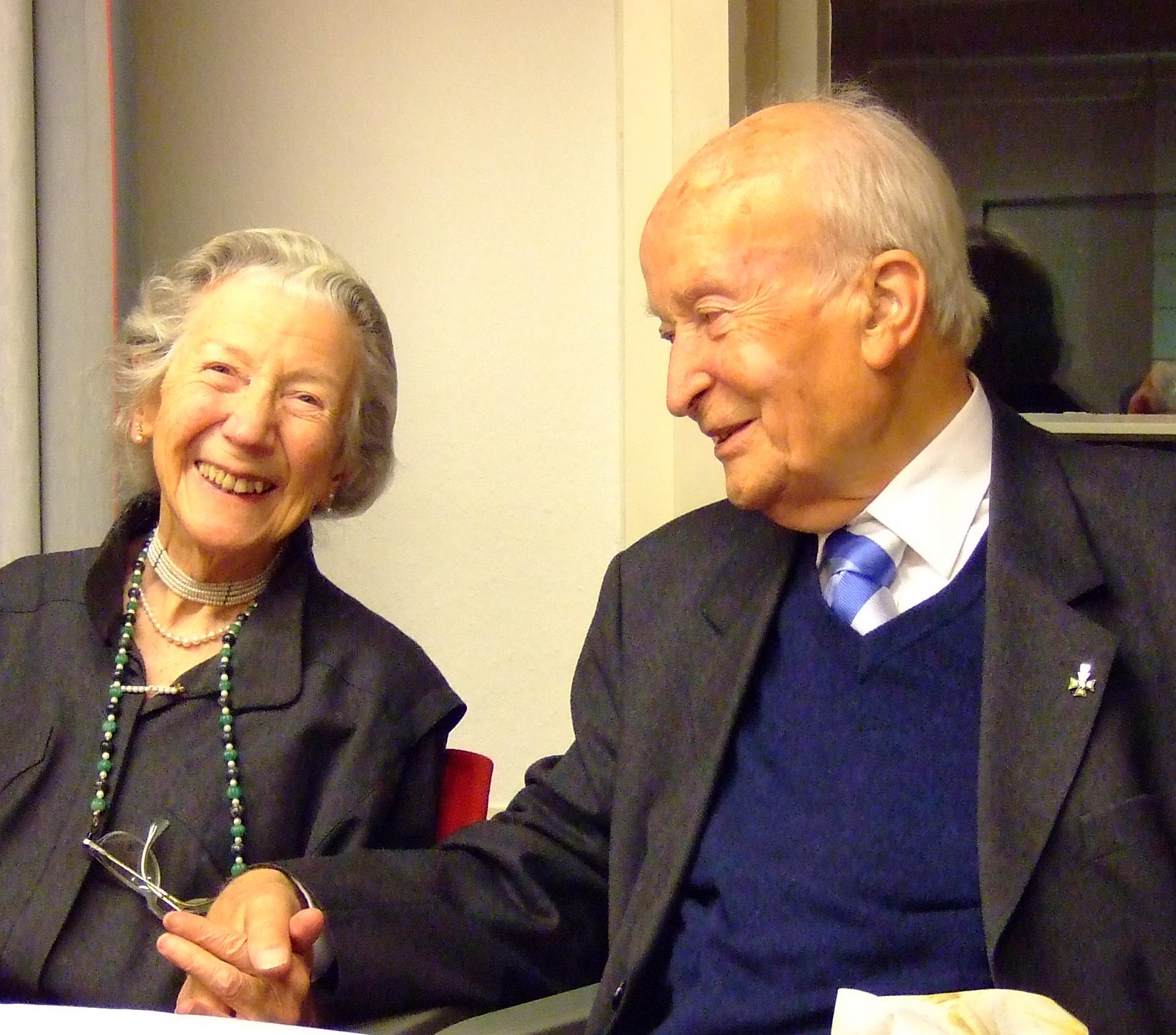
Gabrielle und Guido Dessauer, 2007

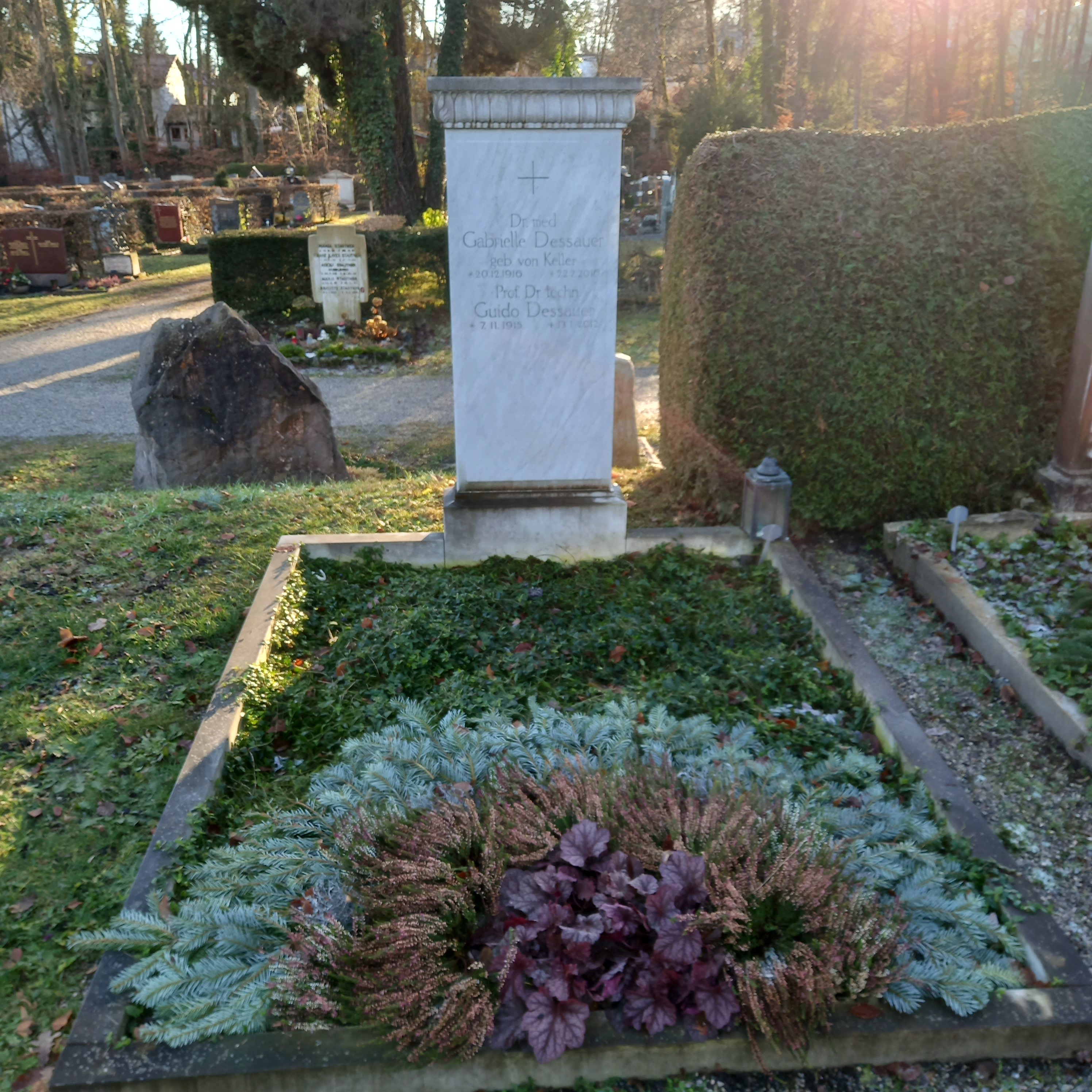
Das Grab von Guido Dessauer und seiner Ehefrau Gabrielle, geborene von Keller, auf dem Neuen Friedhof in Tutzing

Im Jahr 1985 wurde Dessauer zum Honorarprofessor am Institut für Papier-, Zellstoff- und Fasertechnik der Technischen Universität Graz berufen, an der er 1972 promoviert worden war. Zusätzlich war er ab 1970 als Forschungs- und Entwicklungsleiter bei der Feldmühle AG in Düsseldorf tätig.
Dessauer hatte verschiedene Aufsichtsrats- und Beiratsmandate erhalten.
Dessauer ehelichte 1949 Gabrielle von Keller (* 20. Dezember 1916), eine promovierte Tochter von Friedrich von Keller, mit der er bis zu ihrem Tode am 22. Februar 2010 verheiratet blieb. Das Ehepaar hatte drei Töchter, Irene, Franziska (* 30. April 1952; † 9. Juni 2024) (Psychologin und vereidigte Sachverständige von Uhren und Kunstwerken; bekannt aus der Fernsehsendung Kunst und Krempel), und Friederike, und einen Sohn, Gabriel Dessauer, der in St. Bonifatius, Wiesbaden, Kantor ist. Die Familie lebte in Tutzing.

## Sammler
Guido Dessauer trug eine Buntpapiersammlung zusammen, die anschließend an die Königliche Bibliothek der Niederlande in Den Haag verkauft wurde und dort einen wichtigen Teilbestand der Papierhistorischen Sammlungen darstellt.
Guido Dessauer brachte eine der bedeutendsten Privatsammlungen barocker Kleinskulpturen zusammen. Die Auswahl umfasst Arbeiten italienischer, französischer, flämischer Bildhauer sowie Werke von Künstlern aus deutschsprachigen Ländern. Zahlreiche Bozzetti (Bildhauerentwürfe) und Modelletti (Ausführungs- oder Präsentationsmodelle) gewähren Einblick in den Entstehungsprozess von Skulpturen sowie die Arbeitsweise eines Bildhauers und seines Ateliers. Eine Auswahl von ungefähr 70 Werken des europäischen Barock und Klassizismus wurde 2001/02 unter dem Titel "Kleine Ekstasen" mit einem ausführlichen Katalog in mehreren Museen gezeigt, darunter waren das Germanische Nationalmuseum und das Landesmuseum Joanneum. Sie enthielt Werke von Antonio Canova, François Duquesnoy, Etienne-Maurice Falconet, Jean-Antoine Houdon, Camillo Rusconi und Philipp Jakob Straub.
Anfang der 1950er Jahre erteilte Dessauer einen Auftrag an Horst Janssen, den Schwiegervater Dessauers zu porträtieren, worauf viele weitere Gemälde der Dessauer’schen Familie folgten. Mit Hilfe der in Aschaffenburg zur Verfügung stehenden technischen Möglichkeiten entstanden auch Janssens erste Lithografien.

## Ehrungen und Auszeichnungen
Guido Dessauer war ab 1957 Mitglied im Rotary Club, zunächst in Würzburg. Als Gründungsmitglied des Clubs in Aschaffenburg 1958 wurde ihm anlässlich des 50. Jubiläums die Ehrenmitgliedschaft verliehen.
Für seine Verdienste um die steirische Papierindustrie sowie Kunstförderung wurde ihm 2002 das Große Goldene Ehrenzeichen des Landes Steiermark verliehen. 2008 wurde er mit dem Bundesverdienstkreuz am Bande ausgezeichnet.

## Schriften (Auswahl)
- Memorabilia. Gott gebe Gnade. Privatdruck, Tutzing 2008.
- Horst Janssen und Aschaffenburg. Beiträge von Horst Janssen, Brigitte Schad, Guido Dessauer, Reiner Meyer. Aschaffenburg 2002, ISBN 3-87707-593-2.
- Wolkenkleister, Marmor und Brokat. Historische Buntpapiere. Beiträge von Gisela Reschke, Guido Dessauer. Berlin 1997, ISBN 3-89500-013-2.
- Das Buntpapier im 19. Jahrhundert. In: Gebunden in der Dampfbuchbinderei. Buchbinden im Wandel des 19. Jahrhunderts. Harrassowitz, Wiesbaden 1994, S. 115–118.
- Die endogenen und exogenen Alterungsursachen des Papiers und Möglichkeiten des Papiermachers, alterungsbeständige Papiere zu erzeugen. In: Das Papier 32 (1978), Nr. 10A, S. V32 – V38.
- Papierzerfall: Ursachen und Konsequenzen. In: Forum Bestandserhaltung der Universität Münster 2001.